# Janusz Styczeń
Janusz Styczeń (ur. 27 listopada 1939 w Biadolinach Szlacheckich, zm. 2 kwietnia 2022 we Wrocławiu) – polski poeta, dramatopisarz i prozaik.

## Życiorys
Absolwent filologii polskiej Uniwersytetu Wrocławskiego (1962). Debiutował opowiadaniem pt. Requiem dla nieśmiałego, które ukazało się w 1960 roku na łamach „Odry”, a kilka miesięcy później w czasopiśmie tym został ogłoszony drukiem jego wiersz Niewymierność. Wydał szesnaście tomików poetyckich, publikował także w czasopismach (przede wszystkim we wrocławskich „Pomostach” i „Odrze”, ale także w „Twórczości”, „Poezji”, „Kwartalniku Artystycznym”, „Miesięczniku Literackim”, „Nowym Wyrazie”, „Akcencie”, „Dialogu”, „Kontakcie”, „Nurcie”, „Liście Oceanicznym”, „Toposie”, „Sigmie”, „Opolu”). Jego wiersze przetłumaczono na wiele języków: angielski, niemiecki (ukazały się w austriackich czasopismach „Literatur und Kritik” i „Pannonia”), serbochorwacki (czasopisma „Polja” i „Pismo”), japoński (w Antologii poezji Europy Wschodniej z 1989 roku), ukraiński, rosyjski (w 2016 roku w miesięczniku „Nowaja Polsza”). Wydał dwa zbiory dramatów: Uśnij snem morskim i inne dramaty (1977) oraz Trujące piękno (1982). Na przełomie lat 60. i 70. XX w. należał do grupy literackiej Ugrupowanie 66 . Jego poezję jego uznano za modelowy – odznaczający się zintelektualizowanym rygoryzmem i obecnością egzystencjalnej metafizyki – przykład literatury Ugrupowania. W 2012 roku tom Furia instynktu został nominowany do Nagrody Literackiej Nike oraz znalazł się w finale Nagrody Poetyckiej im. K.I. Gałczyńskiego – Orfeusz. 
W latach sześćdziesiątych przyjaźnił się z Rafałem Wojaczkiem.
Pochowany na Cmentarzu na Psim Polu we Wrocławiu

## Wybrana twórczość
- Kontury (1966)
- Lustro-sofista. issuu.com. [zarchiwizowane z tego adresu (2021-08-31)]. (1969)
- Boski paragraf (1971)
- Ten najżarliwszy seans spirytystyczny (1975)
- Uśnij snem morskim (1977)
- Rozkosz gotycka (1980)
- Trujące piękno (1982)
- Widzialne ciała tajemnicy (1982)
- Liście księżyca (1989)
- Mężczyzna i kobieta patrzą na księżyc (1989)
- Poezja mroku (1995)
- Groza wtajemniczenia (1996)
- Wieczna noc miłosna (1999)
- Zamarznięty łabędź (2007)
- Furia instynktu (2011)
- Pani Wyrocznia (2016)
- Pani Wyrocznia II (2017), wyd. II zmienione